# همسر دلخواه من (فیلم ۱۳۷۹)
همسر دلخواه من فیلمی به کارگردانی  و نویسندگی افشین شرکت محصول سال ۱۳۷۹ است.

## خلاصه داستان
فرامرز و لیلی پس از گذشت یازده سال زندگی مشترک تصمیم به متارکه می‌گیرند. فرامرز با مراجعه به دادگاه تقاضای طلاق کرده و لیلی را از دیدن بچه‌ها محروم می‌کند. لیلی که از قصد فرامرز مبنی بر خارج ساختن بچه‌ها از کشور مطلع می‌شود؛ با کمک گرفتن از عاطفه (دوست مشترک خود و فرامرز) تغییر چهره داده و بعنوان پرستار بچه به منزل فرامرز می‌رود. او که خود را با نام گلی معرفی کرده است در جریان صحبت‌های مکرر با فرامرز در مورد همسر سابقش پی به نواقص و مشکلات زندگی خود می‌برد. گلی با مشکوک شدن به فرامرز در مورد ازدواج مجدد وی تصمیم به ترک منزل و بچه‌ها می‌گیرد. اما فرامرز که از ابتدا متوجه حضور لیلی در منزلش شده بود، مسئله ازدواج مجدد را منتفی دانسته و پیشنهاد زندگی دوباره را به لیلی می‌دهد.
این فیلم برداشتی از سریال تولدی دیگر به کارگردانی داریوش فرهنگ و تهیه‌کنندگی مسعود رسام و بیژن بیرنگ در سال 1377 می باشد.

## بازیگران
| بازیگر           | نقش                |
| ---------------- | ------------------ |
| ابوالفضل پورعرب  | فرامرز صفا         |
| فاطمه گودرزی     | لیلی مصداقی        |
| لادن طباطبایی    | عاطفه سلامت        |
| جمیله شیخی       | بازیگر             |
| نیکو خردمند      | نرگس ، مادر فرامرز |
| صغری عبیسی       | مادر لیلی          |
| رضا رضوی         | افسر پلیس          |
| ابراهیم آبادی    | مسافر کش           |
| اسماعیل سلطانیان | میوه فروش          |